# Алі Ахметі
Алі Ахметі (алб. Ali Ahmeti, мак. Али Ахмети; нар. 4 січня 1959, Заяс, Македонія, Югославія) — македонський політик албанського походження, лідер Демократичного союзу за інтеграцію з 2002 року.
У 1983 році він закінчив філософський факультет Університету Приштини. У 1981 році він брав участь у акціях протесту студентів-албанців у Приштині, після чого був заарештований поліцією і засуджений до шести місяців тюремного ув'язнення. У 1986 році він отримав політичний притулок у Швейцарії, де жив до 2001 року.
У 1989–1990 він був одним з організаторів протестів албанської діаспори проти політики Слободана Мілошевича у Косово. За цей час він приєднався до Національно-визвольного руху Косова, а у 1993 році був обраний до керівних органів цієї організації. З 1996 року був пов'язаний з Армією визволення Косова.
У 2001 році він був обраний командиром Армії національного звільнення (Ushtria Çlirimtare Kombëtare), яка почала військові операції на півночі Республіки Македонії. Тоді він діяв під псевдонімом Abaz Xhuka. Після закінчення військових дій і підписання Охридської угоди, Ахметі почав свою політичну діяльність. У 2002 році він заснував політичну партію під назвою Демократичний союз за інтеграцію, яка у тому ж році брала участь на парламентських виборах. Партія стала успішною, отримавши найбільшу кількість голосів серед албанських партій (16 %). Ахметі отримав мандат члена парламенту, а його партія сформувала коаліцію з Соціал-демократичним союзом. У 2008 році партія Ахметі знову сформувала коаліцію, цього разу з ВМРО-ДПМНЄ. Те ж саме відбулось після чергових парламентських виборів 2011 року, незважаючи на дещо менший відсоток голосів за Демократичний союз за інтеграцію.